# Малаш
Малаш (словац. Málaš) — село, громада округу Левіце, Нітранський край. Кадастрова площа громади — 15.98 км². Протікає річка Нириця.
Населення 471 особа (станом на 31 грудня 2018 року).

## Історія
Малаш згадується 1156 року.

## Населення
| Рік:            | 1994. | 2004.   | 2014.    | 2024.   |
| --------------- | ----- | ------- | -------- | ------- |
| Кількість осіб: | 563   | 554     | 469      | 495     |
| Різниця:        |       | -1,59 % | -15,34 % | +5,54 % |

| Рік:            | 2023. | 2024.   |
| --------------- | ----- | ------- |
| Кількість осіб: | 486   | 495     |
| Різниця:        |       | +1,85 % |